# Hassi Dahou
Pour les articles homonymes, voir Hassi.
Hassi Dahou  (ex-Boutin) est une commune de la wilaya de Sidi Bel Abbès en Algérie.

## Géographie
|         | Tilmouni   |         |
| Amarnas | Hassi Daho | Belarbi |
|         | Tenira     |         |

### Lieux-dits, hameaux, et quartiers[2]
Le territoire de la commune est constitué des localités suivantes : Hassi Daho, Sidi Youb, Djebaïria, Bouaïche, Henaïfa, Senaïssa et Nouaouira.